# 亞馬遜土耳其機器人
亞馬遜土耳其機器人 ( Amazon Mechanical Turk，MTurk) 是亞馬遜公司旗下的一个众包网站，由亚马逊云计算服务提供服務，于2005年11月2日推出。有需求的企业可以在該網站上發佈遠程工作任務，例如识别出图像或视频中的特定内容、编写产品描述以及回答问题等。